# Disney General Entertainment Content
Disney General Entertainment Content (DGEC), anteriormente Capital Cities/ABC, Inc., ABC Group, Disney–ABC Television Group y la segunda encarnación de Walt Disney Television es una división de Disney Entertainment, un segmento de The Walt Disney Company, siendo la división que supervisa el contenido, los activos y las subdivisiones de televisión que posee y opera.
Luego de la adquisición de los activos de 21st Century Fox por parte de Disney el 20 de marzo de 2019, la división recibió el nombre de unificación Walt Disney Television y se renombró dos años más tarde como Disney General Entertainment Content. Las subdivisiones de DGEC incluyen las antiguas subdivisiones de Walt Disney Television, las cuales incluyen American Broadcasting Company, ABC News, Disney Branded Television, Disney Television Studios, ABC Signature, ABC Family Worldwide, y Hulu Original Content Teams, así como activos adquiridos de 21st Century Fox y luego completamente integrados, los cuales incluyen FX Networks, FX Productions, 20th Television and 20th Television Animation.

## Historia

### ABC Group
El conglomerado mediático Capital Cities/ABC Inc. se fusionó con The Walt Disney Company en 1996 y fue rebautizado inicialmente como ABC Group. Los activos adquiridos de la empresa fusionada incluyeron ABC Television Network Group, CC/ABC Broadcasting Group (ABC Radio Network, 8 TV, y 21 estaciones de radio), ABC Cable and International Broadcast Group, CC/ABC Publishing Group, y CC/ABC Multimedia Group. The Cable and International Broadcast Group contenía acciones de propiedad de ESPN Inc. (80%), A&E Television Networks (37.5%), DIC Productions, L.P. (participación de sociedad limitada), Lifetime Television (50%) y sus inversiones internacionales. Estas inversiones incluían Telephone-München (50%, Alemania; incluido 20% de RTL II), Hamster Productions. (33%, Francia) y Scandinavian Broadcasting System (23%, Luxemburgo). ESPN también tuvo participaciones internacionales: Eurosport (33.3%, Inglaterra), TV Sport (10%, Francia; afiliado de Eurosport) y The Japan Sports Channel (20%). The Publishing Group, incluyendo Fairchild Publications, Chilton Publications, varios periódicos de una docena de diarios (incluyendo Ft. Worth Star-Telegram, The Kansas City Star) y más semanarios, y docenas de publicaciones más en los campos de revistas agrícolas, comerciales y legales, más LA Magazine para Institutional Investor. ABC Group persiguió negocios en tecnologías de medios nuevos y emergentes, incluida la televisión interactiva, pago por visión, video bajo demanda, televisión de alta definición, videocasetes, discos ópticos, servicios en línea y entretenimiento basado en la ubicación.
En abril de 1996, debido a la realineación posterior a la fusión de Disney-CC/ABC y al retiro de su presidente, la división del grupo Walt Disney Television and Telecommunications fue reasignada a otros grupos con Walt Disney Television International (incluyendo Disney Channels International y Buena Vista Television, participaciones de GMTV y Super RTL holdings) se transfirieron a Capital Cities/ABC. En mayo, debido a la fusión, ABC puso fin a las operaciones de su división ABC Productions y mantuvo sus productoras boutique: Victor Television, DIC Productions, L.P., ABC/Kane Productions y Greengrass Productions. Las operaciones internacionales de Disney TV International y ABC Cable and International Broadcast Group se fusionaron en junio como Disney/ABC International Television.
Bajo Disney, ABC Group vendió varias editoriales en 1997. Chilton fue vendida a Reed Elsevier por $447 millones y recibió $142 millones de Euromoney Publications para Institutional Investor. En abril, Knight Ridder ompró cuatro periódicos, incluidos The Kansas City Star y The Fort Worth Star-Telegram, por 1650 millones de dólares. En agosto de 1999, Fairchild Publications se vendió a Conde Nast Publications por $650 millones. En marzo de 1998, ABC puso a la venta sus acciones de Scandinavian Broadcasting System.
A fines de 1999, Walt Disney Television, junto con otras unidades de televisión, se transfirieron nuevamente de The Walt Disney Studios a Disney–ABC Television Group y se fusionaron con la división de horario estelar de ABC, ABC Entertainment, formando ABC Entertainment Group. Robert A. Iger fue ascendido de presidente y director de operaciones en febrero de 1999 a presidente de ABC Group y presidente de Walt Disney International.
En septiembre de 2002, el entonces presidente y director ejecutivo de Disney, Michael Eisner, describió una propuesta de realineación de las partes diurnas de la cadena de transmisión ABC con la unidad similar en sus canales de cable: ABC de los sábados por la mañana con unidades de Disney Channel (Toon Disney & Playhouse Disney), ABC diurna con Soapnet y ABC prime time con ABC Family. En octubre de 2003, ABC Family Worldwide pasó de ser una unidad que informaba directamente al director de operaciones de Disney a una unidad que funcionaba dentro de ABC Cable Networks Group bajo Anne Sweeney.

### Disney–ABC Television Group

Logo como Disney–ABC Television Group de 2013 a 2019.

El 21 de abril de 2004, Disney anunció una reestructuración de su división de Disney Media Networks, haciendo un nombre de Capital Cities/ABC a Disney-ABC Television Group.
El 22 de enero de 2009, el Disney-ABC anunció que fusionaría ABC Entertainment y ABC Studios en una nueva unidad llamada ABC Entertainment Group. Ese abril de ABC Enterprises tomó una participación en Hulu a cambio de la licencia de distribución en línea y $25 millones en créditos para la red de anuncios de ABC. A finales de ese año, A+E Networks adquirió Lifetime Entertainment Services con la propiedad DATG a aumentar a 42%.
El 24 de marzo de 2012, tras la disolución de la división ABC Daytime, ABC Family Worldwide Inc. comenzó a tomar el control operativo de Soapnet hasta que la red se interrumpió lentamente para Disney Junior. En julio de 2012, NBCUniversal confirmó los planes de vender su participación del 15,8% en A+E Networks a Disney y a Hearst Corporation, que se convertirían en socios 50 a 50 en la empresa conjunta.
El 21 de agosto de 2013, Disney-ABC Television Group anunció que despido 175 empleados. El 28 de octubre de 2013, ABC News y Univision lanzaron "Fusión", un canal de cable con entretenimiento y noticias en inglés para audiencia hispana.
El 13 de junio de 2017, tras dos meses de conversación, Disney-ABC Television Group confirmó su alianza de intercambio de contenidos y realización de coproducciones con Televisión Nacional de Chile. Está sociedad funciona bajo un convenio en el cual ambos canales podrán transmitir contenido producido por el otro, compartir temáticas y formatos televisivos, además de realizar coproducciones en algunas ocasiones. Esto durante un período indeterminado, la alianza solo se romperá cuando una de las partes decida retirarse.

### Walt Disney Television

Logo como Walt Disney Television Group de 2019 a 2021.

El 8 de octubre de 2018, Disney anunció que la división pasaría a llamarse la segunda encarnación de Walt Disney Television luego de completar la adquisición de los activos de 21st Century Fox. La adquisición añadió 20th Century Fox Television, FX Networks & FX Productions, Fox 21 Television Studios, y National Geographic Global Networks a la división. Los ejecutivos de televisión de Fox, Peter Rice, Dana Walden, John Landgraf, y Gary Knell se unieron a The Walt Disney Company el 20 de marzo de 2019.
El 5 de marzo de 2019, Craig Hunegs fue nombrado para dirigir los Disney Television Studios combinados: ABC Studios, ABC Signature, 20th Century Fox Television y Fox 21 Television Studios.
Luego de la adquisición completa de los activos de 21st Century Fox en marzo de 2019, Disney reorganizó su división de televisión para alinear varias operaciones. El 10 de junio de 2019, Disney anunció que tanto Disney Television Studios como FX Entertainment compartirían la misma división de casting. Después de asumir el control total de Hulu en mayo de 2019, Disney reorganizó la estructura de informes de Hulu en julio de 2019, colocando el equipo de Originales con guion de Hulu bajo Walt Disney Television. Bajo la nueva estructura, el vicepresidente sénior de contenido con guion original de Hulu reportaría directamente al presidente de Disney Television Studios y ABC Entertainment.
El 10 de agosto de 2020, Disney Television Studios cambió el nombre de sus tres estudios como parte de los términos de fusión que requerían eliminar el nombre "Fox" de los activos adquiridos de 21st Century Fox, y 20th Century Fox Television se convirtió en 20th Television; Fox 21 Television Studios se convirtió en la segunda encarnación de Touchstone Television para evitar confusiones de marca con Fox Corporation; y ABC Studios se fusionaron con la encarnación original de ABC Signature Studios para formar la actual ABC Signature. Además, el brazo de sindicación original de 20th Century Fox Television, también llamado "20th Television", se incorporó a Disney-ABC Domestic Television.

### Disney General Entertainment Content
El 12 de octubre de 2020, la división fue rebautizada como Disney General Entertainment Content.
En diciembre de 2020, Touchstone Television se fusionó con 20th Television.
El 3 de febrero de 2021, Disney Television Studios estableció una nueva unidad conocida como "Walt Disney Television Alternative", que estará encabezada por el exvicepresidente sénior de series alternativas, especiales y nocturnas de ABC, Rob Mills, para supervisar el desarrollo. de programación sin guion.

## Liderazgo
- Dana Walden, copresidenta ejecutiva, Disney Entertainment.
  - Steve Chung, director legal.
  - Craig Erwich, presidente, Disney Television Group.
    - Ayo Davis, presidente, Disney Branded Television.
    - Sharon Klein, vicepresidenta ejecutiva, Casting.
    - Rob Mills, vicepresidente ejecutivo, Unscripted and Alternative Entertainment.
    - Simran Sethi, vicepresidente ejecutivo, Programming and Content Strategy, ABC Entertainment and Freeform.

  - Kimberly Godwin, presidenta, ABC News.
  - John Landgraf, presidente ejecutivo, FX, National Geographic and Onyx Collective.
    - Gina Balian, presidenta, FX Entertainment.
    - Tara Duncan, presidenta, Onyx Collective.
    - Nick Grad, presidenta, FX Entertainment.
    - Stephanie Gibbons, presidenta, Creative, Strategy and Digital, Multi-Platform Marketing, FX.
    - Courteney Monroe, presidenta, Content, National Geographic.

  - Debra O'Connell, presidenta, Networks & Television Business Operations.
    - Trisha Husson, jefa de Estrategia, Business Operations and Finance.
    - Chad Matthews, presidente, ABC Owned Television Stations.

  - Jen Reberger, vicepresidenta sénior, Recursos Humanos.
  - Shannon Ryan, presidenta, Marketing.
    - Naomi Bulochnikov-Paul, vicepresidenta ejecutiva, Publicidad, y jefa de Comunicaciones.
    - Pamela Levine, jefa de Marketing, Disney Branded Television y National Geographic Global Networks.

  - Eric Schrier, presidente, Disney Television Studios y Global Original Television Strategy.
    - Karey Burke, presidenta, 20th Television.
    - Jonnie Davis, presidenta, ABC Signature.
    - Marci Proietto, vicepresidenta ejecutiva, 20th Television Animation.

## Unidades

### Estructura actual
Desde febrero de 2023, las siguientes son las unidades actuales, basadas en la estructura de informes:
| Disney Television Studios                                     | Disney Television Group        | Disney Television Group | Disney Television Group | FX, National Geographic y Onyx Collective                         | FX, National Geographic y Onyx Collective | FX, National Geographic y Onyx Collective | ABC News                                        | Networks                        |
| Disney Television Studios                                     | Otras unidades                 | Otras unidades          | Disney Branded Television | FX Networks                                                       | National Geographic Global Networks | Other units                               | ABC News                                        | Networks                        |
| ------------------------------------------------------------- | ------------------------------ | ----------------------- | --- | ----------------------------------------------------------------- | --- | ----------------------------------------- | ----------------------------------------------- | ------------------------------- |
| - ABC Signature - 20th Television - 20th Television Animation | - ABC Entertainment - Freeform | - Hulu Originals        | - Disney Channel - Disney Jr. - Disney XD - Unidades de producción - Disney Television Animation - It's a Laugh Productions - Disney Original Documentary - Disney Unscripted and Alternative Entertainment - Walt Disney Television Alternative | - FX - FXX - FX Movie Channel - FX Entertainment - FX Productions | - National Geographic - Nat Geo Wild - Nat Geo Mundo - National Geographic Studios - Nat Geo Documentary Films - Revista National Geographic | - Onyx Collective                         | - ABC Audio - ABC News Radio - ABC News Studios | - ABC Owned Television Stations |

### Antiguas unidades
Transferidas a Disney Media and Entertainment Distribution (DMED)
- Disney XD[38]
- ABC Owned Television Stations[39]

Traslados reorganizativos de 2018

Estos activos se transfirieron a Walt Disney Direct-to-Consumer & International (entonces Disney Media and Entertainment Distribution) en 2018, que incluyen:
- Walt Disney Studios Home Entertainment – anteriormente Buena Vista Home Entertainment
  - Disney–ABC Domestic Television – también conocida como Disney–ABC Home Entertainment and Television Distribution, y anteriormente Buena Vista Television
- Disney Media Distribution – anteriormente  Disney–ABC International Television, y antes de ello ABC Cable and International Broadcast Group
- Disney Branded Television - solo canales internacionales
  - Broadcast Satellite Disney Co., Ltd. (abril 2009–2018) – operador del canal Dlife (Japón)[40]
  - Hungama TV (2006–2018)
- Buena Vista International Television Investments
  - RTL Disney Television Limited Partnership, 50%[41] (–2018)
  - Tele Munich Television Media Participation Limited Partnership, 50%[41]
    - RTL 2 Television Limited Partnership, 31.5% (1994–2018)
      - RTL II (Alemania)
- Super RTL (1995–2021) Alemania
  - Kividoo subscription video-on-demand (2015)
  - Toggo Plus (2016)

Otros
- ABC Radio Networks (1945–2007), vendido a Cumulus Media
  - American Contemporary Network (1 de enero de 1968)
  - American Information Network (1 de enero de 1968)
  - American Entertainment Network (1 de enero de 1968)
  - American FM Network	(1 de enero de 1968)
  - ABC Rock Radio Network (4 de enero de 1982)
  - ABC Direction Radio Network (4 de enero de 1982)
  - ABC Talk Radio (años 1980)
  - Urban Advantage Network (UAN)
- Radio Disney Group (2003–2014), vendidas estaciones individuales excepto una.
- Walt Disney Television (1999–2003)
- Disney MovieToons/Disney Video Premieres (1996–2003), lanzado como parte de Disney TV Animation; transferido a Walt Disney Feature Animation (ahora Walt Disney Animation Studios).
- DIC Entertainment, L.P. (1996–2000), vendido de nuevo a Andy Heyward.
- Jetix – fusionado con Disney Channels Worldwide (ahora Disney Branded Television).
- ABC News Now (2004–2009) red de subcanales digitales.
- Touchstone Television (2020) fusionado a 20th Television[35]

## Walt Disney Television and Telecommunications
| Unidad                                           | Transferido a                  |
| ------------------------------------------------ | ------------------------------ |
| KCAL-TV Los Ángeles                              | Vendido a Young Broadcasting   |
| Walt Disney Television                           | Walt Disney Studios            |
| Disney Television Animation                      | Walt Disney Studios            |
| Touchstone Television                            | Walt Disney Studios            |
| Disney Interactive                               | Walt Disney Studios            |
| Buena Vista Home Entertainment                   | Walt Disney Studios            |
| Walt Disney Film & Television Awards             | Walt Disney Studios            |
| Disney British Kids                              | CBBC                           |
| Disney British Film Awards                       | CBBC                           |
| Disney British Television Awards                 | CBBC                           |
| Disney British Film & Television Awards          | CBBC                           |
| Disney British-American Film & Television Awards | CBBC                           |
| Disney UK                                        | CBBC                           |
| Disney First Network                             | CBBC                           |
| Disney Second Network                            | CBBC                           |
| Disney Third Network                             | CBBC                           |
| Walt Disney Television International             | CC/ABC                         |
| Disney Channel International                     | CC/ABC                         |
| Buena Vista Television                           | CC/ABC                         |
| GMTV                                             | CC/ABC                         |
| Super RTL                                        | CC/ABC                         |
| Disney TeleVentures                              | Desaparecido desde el año 2000 |

Walt Disney Television and Telecommunications (WDTT) fue una división de The Walt Disney Company. Cuando Disney y Capital Cities/ABC se fusionaron, las divisiones de WDTT eran The Disney Channel, KCAL-TV Los Ángeles, Walt Disney Television, Touchstone Television, Buena Vista Home Entertainment, y Disney Interactive.

### Historia de WDTT
El 24 de agosto de 1994, con la renuncia de Jeffrey Katzenberg, se llevó a cabo una reorganización de Disney en la que Richard H. Frank se convirtió en director de la recién formada Walt Disney Television and Telecommunications, que se separó de su negocio de entretenimiento filmado, Walt Disney Studios. El 5 de diciembre de 1994, Walt Disney Computer Software fue transferida dentro de WDTT como Disney Interactive. Al final de su contrato el 30 de abril de 1995, Frank dejó Disney. Dennis Hightower, un ejecutivo de marketing, fue designado el 9 de abril para suceder a Frank.
En abril de 1996, debido a la actual realineación posterior a la fusión de Disney-CC/ABC y al retiro de Hightower como presidente, las divisiones de WDTT se reasignaron a otros grupos, y la mayoría se transfirió a The Walt Disney Studios o CC/ABC. KCAL fue vendida a Young Broadcasting en mayo de 1996 debido a la propiedad de CC/ABC de KABC-TV.